# ハインリヒ2世 (ブランデンブルク辺境伯)
ハインリヒ2世（Heinrich II., 1308年 - 1320年7月）は、アスカーニエン家最後のブランデンブルク辺境伯（在位：1319年 - 1320年）。父はブランデンブルク＝シュテンダール辺境伯ハインリヒ1世、母は上バイエルン公兼ライン宮中伯ルートヴィヒ2世の娘アグネス。幼童伯（der Jüngereまたはdas Kind）といわれる。

## 生涯
従兄弟のヴァルデマールが1319年に死去した後に辺境伯位を継いだ。ポメラニア公ヴァルティスラフ4世は、この機会に摂政としての地位を確立し、ブランデンブルクとポメラニア間の長期にわたる対立の中でこの地位を利用した。その後、同族のザクセン＝ヴィッテンベルク公ルドルフ1世が介入し、摂政の座を得ようとした。母アグネスの弟であるローマ王ルートヴィヒ4世は、最終的にハインリヒ2世の成人を宣言したが、ハインリヒ2世にブランデンブルクを封じることは拒否した。
1320年に辺境伯位を継承して僅か1年で死去、アスカーニエン家は断絶した（ザクセン公を務める同族は健在）。ブランデンブルクは母方の叔父にあたる神聖ローマ皇帝ルートヴィヒ4世が領有、1323年にルートヴィヒ4世の長男のルートヴィヒ2世（ハインリヒ2世の従兄弟）がブランデンブルクを譲られた。